# ЦУМ
ЦУМ (Центральный универсальный магазин) — магазин в центре Москвы, расположенный на углу Петровки и Театральной площади по адресу: ул. Петровка, дом 2. Появился здесь в 1885 году как торговый дом «Мюр и Мерилиз», семиэтажное здание в готическом стиле было построено в 1908 году.
После революции был национализирован, современное название носит с 1933 года. В 2002 году перешёл в собственность группы компаний Mercury. С общей площадью в 70 000 м² является одним из крупнейших универмагов Европы.

## История

### 1857—1917
История ЦУМа начинается в 1857 году, когда шотландцы Эндрю Мюр и Арчибальд Мерилиз зарегистрировали товарный знак «Мюръ и Мерилизъ». В 1880 году коммерсанты переехали в Москву, где в 1885 году открыли магазин дамских шляп и галантереи «Мюр и Мерилиз» поблизости от центра московской торговли того времени — Кузнецкого Моста. «Подобного громадного магазина, — отмечали газеты в 1888 году, — по внутреннему помещению, равно и по обилию и разнообразию продающихся в нём товаров, определенно нигде нет в России». Успех предприятия подтверждался скоростью, с которой открывались новые отделы: к 1889 году в магазине на Театральной площади их было уже 25.
Товары были хорошего качества и сравнительно дешевы, акцент делался на одежде и тканях. Отличительными особенностями для того времени являлось то, что цена обозначалась на самом товаре (что не позволяло покупателям торговаться, а продавцам самостоятельно завышать цены), была введена практика обмена или возврата товара, каждое лето устраивались распродажи.
Два пожара — в 1892 и в 1900 году — повлекли за собой строительство нового здания. В 1908 году открылся семиэтажный магазин, построенный в стиле неоготики по проекту архитектора Романа Клейна. Универмаг, в котором продавали женскую и мужскую одежду, ювелирные украшения, парфюмерию, товары для детей, пользовался репутацией у современников. «В глазах москвичей, — писал один из них, — „Мюръ и Мерилизъ“ является выставкой всего того, чем торгует столица применительно ко вкусам как богатых великосветских кругов, так и средних слоёв населения».
В 1913 году в магазине было около 80 отделов, представлявших товары для обустройства дома, одежду, обувь, парфюмерию.

### Советское время

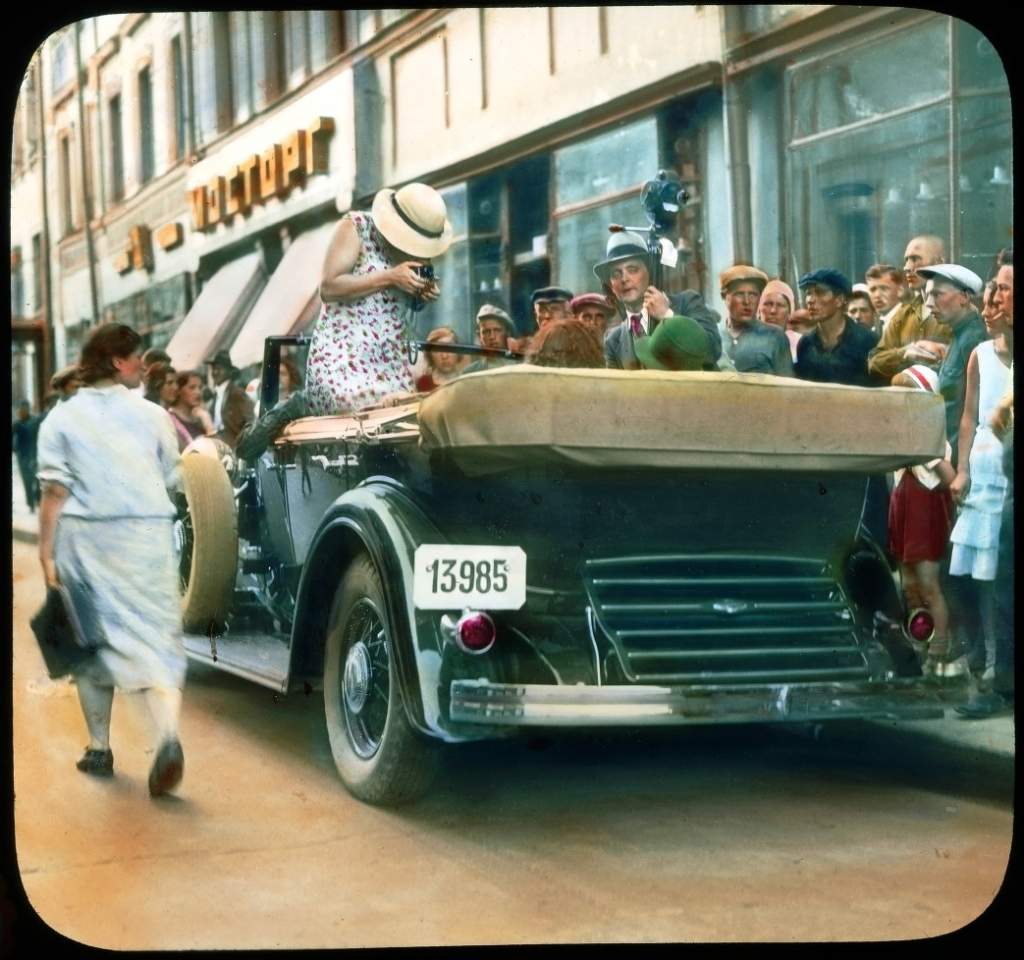
Зарубежные фотографы у Мосторга, 1930 или 1932 г. Фото Б.Деку (колоризировано вручную)

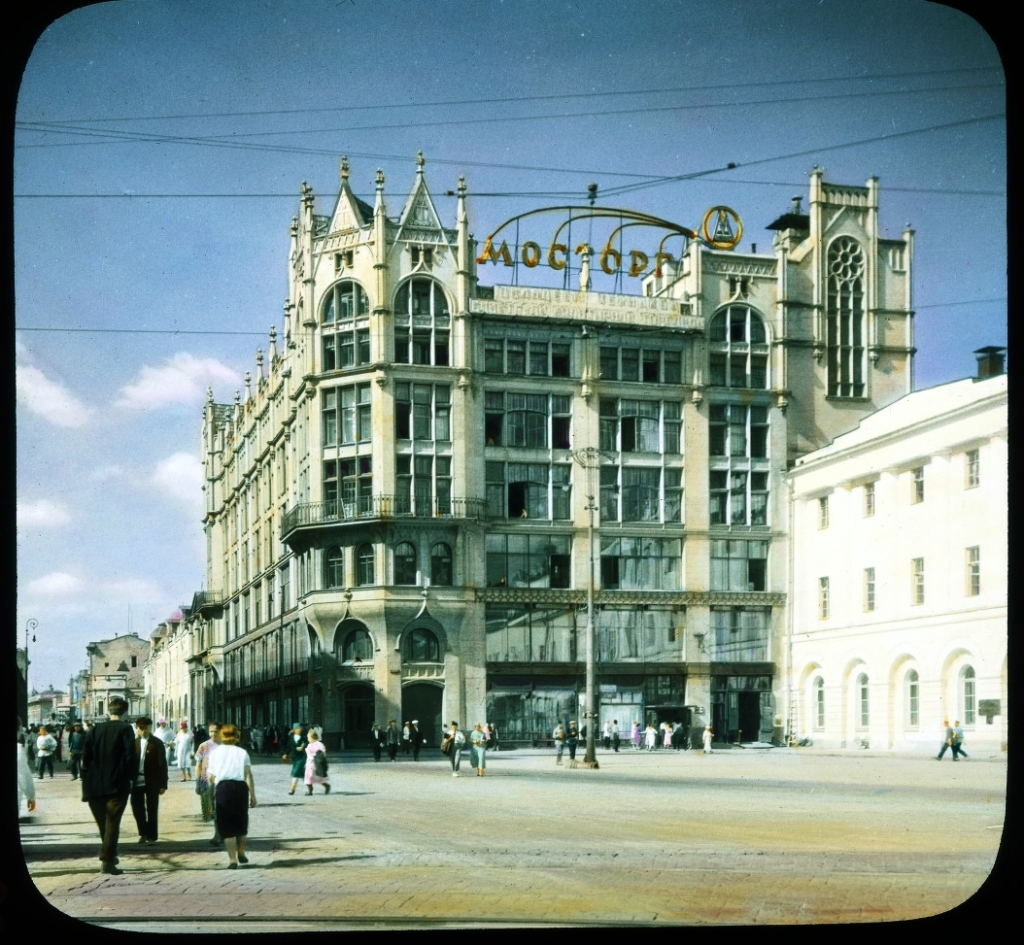
Мосторг (ЦУМ) в 1930 или 1932 г. Фото Б.Деку, колоризировано вручную

В 1917 году «Мюр и Мерилиз» был национализирован. 10 марта 1922 года под эгидой Мосторга на его месте был открыт универмаг. На работу под лозунгом «Учиться торговать!» было принято 200 комсомольцев.
В 1933 году универмаг получил свое нынешнее название — ЦУМ (Центральный универсальный магазин). В годы войны в здании универмага располагались казармы. В 1953 году ЦУМ был переориентирован на торговлю товарами высокого качества по повышенным ценам. Была введена система самообслуживания, практика открытой выкладки товаров, оплаты через кассу, установленную на прилавке. В 1974 году была проведена реконструкция, в ходе которой был построен новый корпус.

### В XXI веке
В 2002 году развитием торгового дома занялась компания Mercury. В 2007—2008 годах рядом с основным было построено новое здание, что увеличило площадь ЦУМа в два раза. В 2011 году начал работать интернет-магазин ЦУМа. Летом 2015 года в ЦУМе открылся магазин Apple, который стал первой точкой продаж Apple Watch в России. Крытая галерея была замурована и превращена в витрины. Здание утратило свой исторический образ.

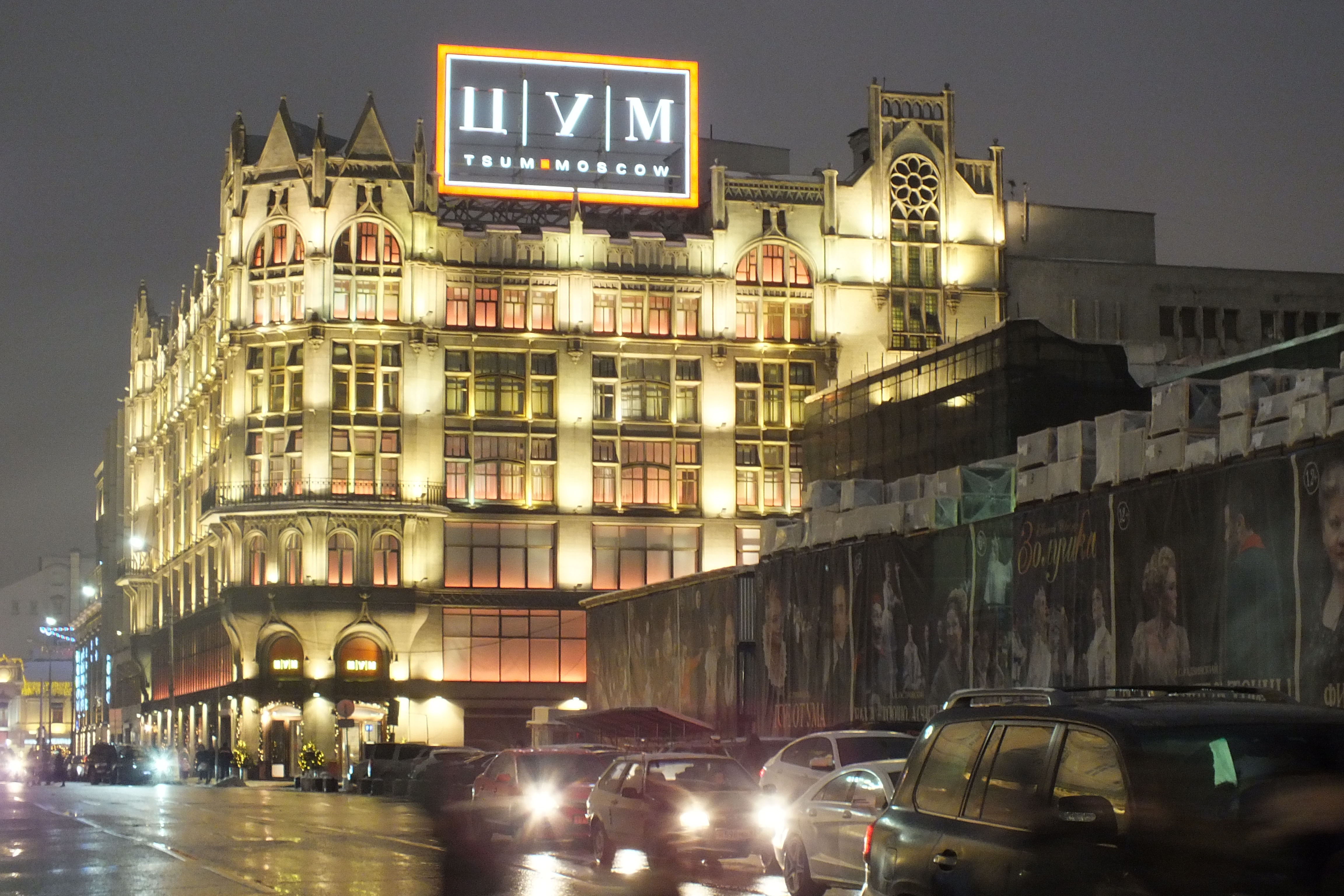
Центральный универсальный магазин (ЦУМ) ночью. 2015 год

## Структура
Торговый дом ЦУМ позиционирует себя как магазин, торгующий товарами класса «люкс». На территории ЦУМ расположены магазины таких брендов, как Givenchy, Dolce&Gabbana, Valentino, Celine, Ralph Lauren, Alexander McQueen, Lanvin, Chloe, Balmain, Balenciaga, Bottega Veneta, Roberto Cavalli, Emilio Pucci, Michael Kors, Jimmy Choo, Marni, Brioni, Boss, Loro Piana, Chopard, Rolex, Graff, Garrard, Patek Philippe. В 2016 году здесь появилась продукция брендов Yves Saint Laurent, Fendi, Louis Vuitton, Berluti, Dr. Vranjes, Kiton, Tom Ford, Bvlgari.
- 1 этаж — косметика и парфюмерия, сумки, аксессуары, ювелирные украшения, часы, Apple Shop.
- 2 этаж — мужская одежда и обувь;
- 3 этаж — женская одежда и обувь, отдел TSUM Concept.
- 4 этаж — товары для детей, молодежная одежда и джинсы, отдел нижнего белья и купальников.
- 5 этаж — товары для дома и путешествий

Также в магазине есть три кафе, продуктовый магазин, химчистка, ремонт обуви и подземный паркинг. Покупателям предлагаются такие услуги, как персональный шопинг со стилистом, индивидуальный пошив костюмов, косметические процедуры в «кабинах красоты» на первом этаже универмага, такси для клиентов.

## Критика
В августе 2007 года, перед началом нового учебного года, горожан возмутила серия билбордов, размещённых в окнах ЦУМа и адресованных младшим школьникам. Девочка, героиня билбордов, заявляла:
«Кто не в PRADA, тот лох!»
«Папочка! Если ты меня правда любишь, купи! купи! купи! мне туфли, платье, шляпку!!! Dolce & Gabbana, Armani и Prada».
«Вот я и в школу! Теперь меня интересуют только шмотки! А вы, два старых урода, мне больше не нужны!»

«Свет мой, ЦУМ, скажи, я ль в школе всех моднее?»
По словам представителя ФАС, в рекламных слоганах содержалось нарушение статьи 5 закона «О рекламе»: «реклама не должна формировать негативное отношение к лицам, не пользующимся рекламируемыми товарами, или осуждать таких лиц».
В мае 2011 года на территории, прилегающей к ЦУМу, появились плакаты с логотипом ЦУМа и изображением президента России Дмитрия Медведева и премьер-министра Владимира Путина в спортивной одежде, «рекламировавших» новую весенне-летнюю коллекцию. В универмаге заявили, что не имеют отношения к этой акции; авторов рекламы так и не нашли.
29 октября 2011 года ЦУМ был вынужден отказаться от рекламной инсталляции «Акробатика и эстетика», где парам манекенов в виде роботов периодически меняли позы — члены общественной организации «Профсоюз граждан России» обнаружили в этих позах сексуальный подтекст и устроили пикет у витрин.
В 2016 году администрация ввела плату в 100 рублей за посещение туалетов — фэшн-директор магазина Алла Вербер объяснила это «участившимися случаями использования места общего пользования не клиентами магазина».

## Филиалы
- В 2005 году компания Mercury открыла комплекс «Барвиха Luxury Village», в котором одним из магазинов стал ЦУМ-Барвиха.
- В 2004 году Mercury получила право на реконструкцию дореволюционного здания универмага «Дом ленинградской торговли» на Большой Конюшенной улице в Санкт-Петербурге. В 2012 году здесь открылся филиал ЦУМа.
- По состоянию на 2024 год компании принадлежат четыре дисконтных магазина (расположены в торговых центрах «Афимолл сити», «Киевский», «Vnukovo Outlet Village», «Архангельское аутлет»).

Под эгидой фонда «ЦУМ Art Foundation», специализирующемся на современном искусстве, проводятся выставки и художественные проекты. В 2007 году, в рамках II Московской биеннале современного искусства, ЦУМ представил проект «Американское видеоискусство». В 2009 году здесь же проходила монографическая выставка Йоко Оно «Одиссея таракана», а также выставка китайского искусства «Китай, вперёд!» и инсталляция акциониста Олега Кулика «Москва. ЦУМ».